# Военный технический институт вооружения (Польша)
Военный технический институт вооружения (WITU, пол. Wojskowy Instytut Techniczny Uzbrojenia) — польское научно-исследовательское учреждение в области вооружения, расположенное в городе Зелёнка. Институт специализируется на разработке, испытании и модернизации вооружения и боеприпасов для Вооружённых сил Польши.

## История
Первая подобная польская организация — Военно-технический институт — была создана в 1919 году и расформирована в 1921 году. В 1926 году создан Институт исследований артиллерии, позднее неоднократно реорганизованный, ставший к 1935 году Институт технического вооружения. Основные исследования проводились в Центре баллистических исследований в Зелёнке, построенном в 1930-х годах. До Второй мировой войны институт создал 112 образцов вооружения, включая противотанковое ружьё wz.35 и самозарядную винтовку wz.38M. Вторая мировая война прервала деятельность института.
После войны институт был восстановлен, однако вскоре разделён на несколько самостоятельных учреждений. В 1965 году на его основе был создан современный Военный технический институт вооружения.
В послевоенные годы институтом были разработаны пистолет P-64, противотанковый гранатомёт Komar, динамическая защита ERAWA, пистолет WIST-94 и ряд других изделий и технологий.

## Структура и деятельность
Институт включает несколько ключевых центров и лабораторий:
- Центр динамических исследований (Сталёва-Воля): полигонные испытания боеприпасов, утилизация боевых средств[13][14].
- Центр взрывчатых материалов и боевых средств: исследования взрывчатых веществ, сертификация и диагностика боеприпасов[15].
- Центр вооружения и баллистической защиты: испытания стрелкового оружия, баллистической защиты, боеприпасов[16].
- Центр ракетной техники: разработка и испытания ракетных систем и беспилотников[17].
- Центр тренировочных систем и симуляторов: создание учебно-тренировочных комплексов, симуляторов боевой техники[18].
- Центр баллистики и беспилотных систем: разработка беспилотных платформ, боевых частей и систем радиоэлектронной борьбы[19].

### Научно-исследовательские проекты
Институт реализует проекты по разработке новых образцов вооружения, систем симуляции, квантовых и радиоэлектронных технологий. Среди них выделяются системы симуляции POLSYM и SURYKATKA, проекты в области терагерцовой диагностики TERADIAG и радиоэлектронной борьбы WEKTOR.

### Регуляторная деятельность
WITU выступает национальным органом по квалификации взрывчатых веществ для военного использования и возглавляет Национальную комиссию по утверждению требований безопасности (NSAA).

### Издательская деятельность
Институт издаёт научный журнал «Problemy Techniki Uzbrojenia», монографии, диссертации и материалы конференций, входя в перечень издательств, одобренных Министерством науки и высшего образования Польши.

## Руководство
- Директор — полковник, доктор инженер Павел Свеклей (пол. Płk dr inż. Paweł Sweklej), назначен на пост директора WITU 1 июня 2022 г.
- Заместитель директора по научно-исследовательской работе — полковник, доктор инженер Радослав Вархоль (пол. Płk dr inż. Radosław Warchoł), вступил в должность 1 декабря 2022 г.
- Заместитель директора по операционно-финансовым вопросам — магистр Ульсула Дженчёл (пол. Mgr Urszula Dzięcioł), назначена 1 октября 2024 г.
- Заместитель директора по сотрудничеству — полковник резерва, доктор инженер Мариуш Социньский (пол. płk rez. dr inż. Mariusz Soczyński), вступил в должность 1 апреля 2025 г.[27]

## Реорганизации института
- 1926 — создан Институт исследований артиллерии (пол. Instytut Badań Artylerii)
- 1927 — переименован в Институт исследований материалов вооружения (пол. Instytut Badań Materiałów Uzbrojenia)
- 1935 — получил название Институт технического вооружения (пол. Instytut Techniczny Uzbrojenia)
- 1947 — преобразован в Научно-исследовательское предприятие по оружию и боеприпасам (пол. Zakład Naukowo-Badawczy Broni i Amunicji)
- 1952 — переименован в Центральный научно-исследовательский артиллерийский полигон (пол. Centralny Naukowo-Badawczy Poligon Artyleryjski)
- 1958 — получил название Центральный исследовательский артиллерийский полигон (пол. Centralny Badawczy Poligon Artyleryjski)
- 1962 — реорганизован в Центр исследований вооружения (пол. Centrum Badań Uzbrojenia)
- 1965 — учреждён в современном виде как Военный технический институт вооружения (пол. Wojskowy Instytut Techniczny Uzbrojenia)

Знаки отличия
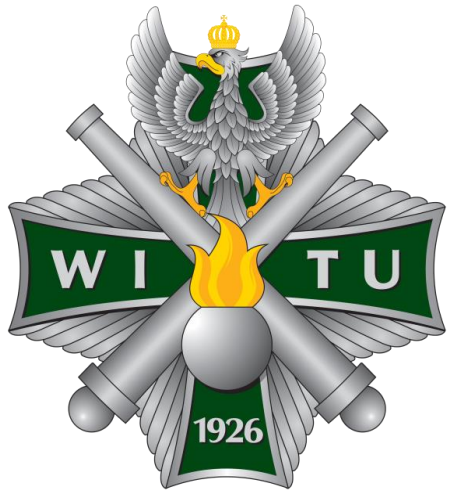
Памятный знак (2022)
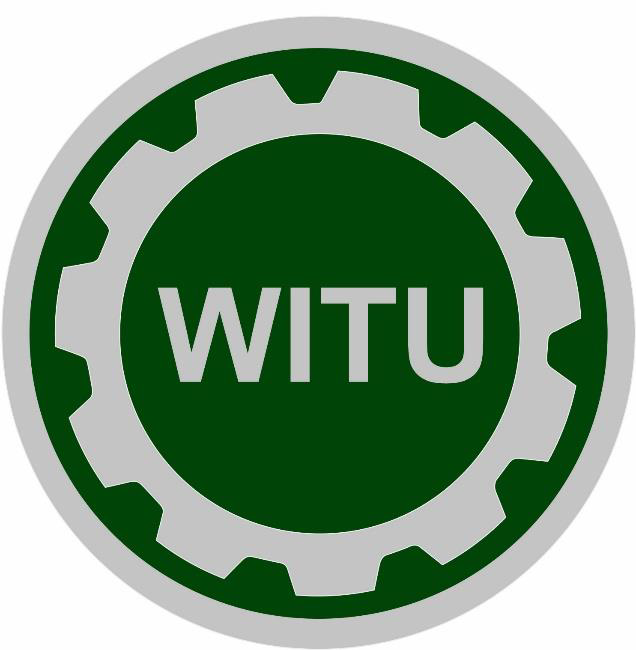
Эмблема на выходную форму (2023)
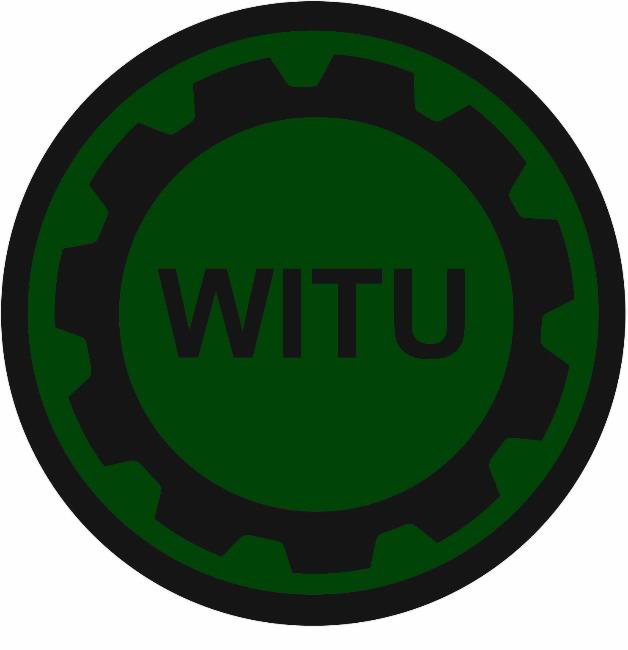
Эмблема на полевую форму (2023)

## Награды
Институт отмечен рядом отраслевых наград:
- Лауреат конкурса «Lider Bezpieczeństwa Państwa» (2022) — за специальный взрывной заряд «TAPIR»[28]
- Лауреат конкурса «Lider Bezpieczeństwa Państwa» (2023) — за учебно-тренировочный комплекс «POJEDYNEK»[29]
- Премия Президента выставки Targi Kielce (Defender Award) на XXIX MSPO (2021) — за систему «POJEDYNEK»[30]
- I место (30 000 злотых) на конкурсе R&D (2018) — высшая премия за специальные проекты[31]

## Внешние ссылки
- Веб-сайт